# Габдуллин, Фагим Диниахметович
Фагим Диниахметович Габдуллин — советский хозяйственный и государственный деятель, лауреат Государственной премии СССР за выдающиеся достижения в труде.

## Биография
Родился в 1948 году в деревне Ново-Сепяшево. Член КПСС.
Окончил Октябрьское профессионально-техническое училище.
В 1966—1973 годах — помощник бурильщика в конторе бурения «Правдинскнефть» поселка Пойковский Нефтеюганского района, в 1973—2003 годах — бурильщик в Нефтеюганском управлении буровых работ № 2.
За большой личный вклад в наращивание и проективное использование производственных мощностей по добыче нефти и газа был в составе коллектива удостоен Государственной премии СССР за выдающиеся достижения в труде 1989 года.
Жил в Нефтеюганске.

## Награды
- Орден Трудового Красного Знамени
- Орден Дружбы народов